# Antoine Halley
Pour les articles homonymes, voir Halley.
Antoine Halley, né à Bazenville, près de Bayeux, en 1593, et mort le 3 juin 1675, est un poète normand.

## Biographie
Professeur de belles-lettres et principal du collège du Bois, de l’Université de Caen, il succéda à Antoine Gosselin et s’y distingua, dès l’âge de vingt-deux ans, par son éloquence et l’éclat de son enseignement. Professeur de poésie latine, en l’université de Caen, pendant trente ou quarante années, il cultiva la poésie latine et la poésie française et remporta si souvent le prix de l’Immaculée Conception que l’Académie de Caen le pria de cesser de concourir. À trois reprises, (1624, 1646-1647 et 1661-1662), il est nommé recteur de l’université.
Halley était lié avec le père de La Rue et Huet, évêque d’Avranches. Ce fut sur l’invitation de ce dernier qu’il publia le recueil de ses poésies. Huet, dans ses Origines de Caen, se félicite ainsi de l’avoir eu pour maître : « Je suis obligé de rendre ce témoignage de ma reconnaissance à M. Halley, que j’estime un des plus grands bonheurs de ma vie d’avoir été son disciple domestique pendant cinq ans. Il m’a formé l’esprit, il m’a raffiné le goût, il m’a donné l’intelligence des bons auteurs. Il m’a appris une infinité de choses rares et curieuses. » Halley, de son côté, ne professa pas moins d’estime pour Huet, auquel il a adressé une pièce de vers sur son ouvrage De Interpretatione. On lui doit aussi un Traité sur la grammaire latine, publié à Caen, en 1652.
Son recueil de Poésies est dédié à M. de Montausier, précepteur du dauphin et gouverneur de Normandie. Une de ses meilleures pièces est celle qui est intitulée Cadomus, dans laquelle il rend hommage à toutes les célébrités littéraires qu’a produites cette ville, depuis Nicole Oresme, précepteur de Charles V, jusqu’à Pierre Patrix, le poète favori de Gaston d’Orléans.
Lorsque le chancelier Pierre Séguier vint à Caen, lors de la révolte de 1640 châtiée par lui avec tant de rigueur, Halley lui adressa un distique beaucoup trop flatteur pour la circonstance. Il le remercia, en 1642, d’avoir augmenté les privilèges de l’Académie de Caen, fondée par Moisant de Brieux. Une longue épître en vers latins adressée au dauphin lui rappelait l’origine des Français et célébrait les rois troyens Dardanus, Erichthonius, Tros, Ilus, Laomédon et Priam, ancêtres de Louis XIV.
On trouve dans ses Œuvres quelques lettres datées de Lisieux qui lui avaient été écrites par l’évêque de Belley, Jean-Pierre Camus. L’une d’elles est datée ainsi : « À Lisieux, ce 22 novembre, jour de la Sainte-Cécile, patronne de la musique, sœur de la poésie. »
Lorsque la duchesse de Longueville vint à Caen en 1648, Halley fut chargé de composer les vers dont furent ornés les tableaux placés aux frais de la ville sur le passage de la duchesse et de ses deux enfants.
Ce fut aussi à Halley qu’en 1649, lors de la fameuse querelle des jobelins et des uranistes, Aubert, aumônier de cette princesse, adressa les fameux sonnets de Voiture et de Benserade, afin d’avoir son opinion. L’Académie française avait refusé de se prononcer, « se bornant, disait Aubert, à appointer les parties à écrire. » Cette grande cause ayant été agitée en présence du roi, de la reine et des princes, qui n’avaient pu s’accorder, on avait conclu qu’il fallait se soumettre à Antoine Halley et le rendre juge sans appel. Halley conclut en faveur de Voiture contre Benserade, c’est-à-dire en faveur de la duchesse de Longueville.
Ses vers latins ne manquent ni de facilité ni d’élégance et  Bayle l’a proclamé « l’un des plus grands poètes de son siècle » même si ses vers français sont faibles. Le père La Rue, Huet, Ménage, Lesueur de Pétiville, Pierre Cally et Michel Gonfrey ont composé des vers latins en son honneur.

## Œuvres
- Antonii Hallæi, regii eloquentiæ professoria et Musei Sylvani (le collège du Bois), gymnasiarcha in Academia Cadomensi, Opvsculm Miscellanea Cadomi, J. Cavelier, 1675.
- Traité sur la Grammaire Latine, Caen, 1652.

## Pour approfondir